# Lina Bo Bardi
Lina Bo Bardi, geboren als Achillina Bo (* 5. Dezember 1914 in Rom, Italien; † 29. März 1992 in São Paulo, Brasilien), war eine brasilianische Architektin und Designerin italienischer Herkunft. Sie zählt zu den wichtigsten Architekten und Designern des 20. Jahrhunderts.

## Leben

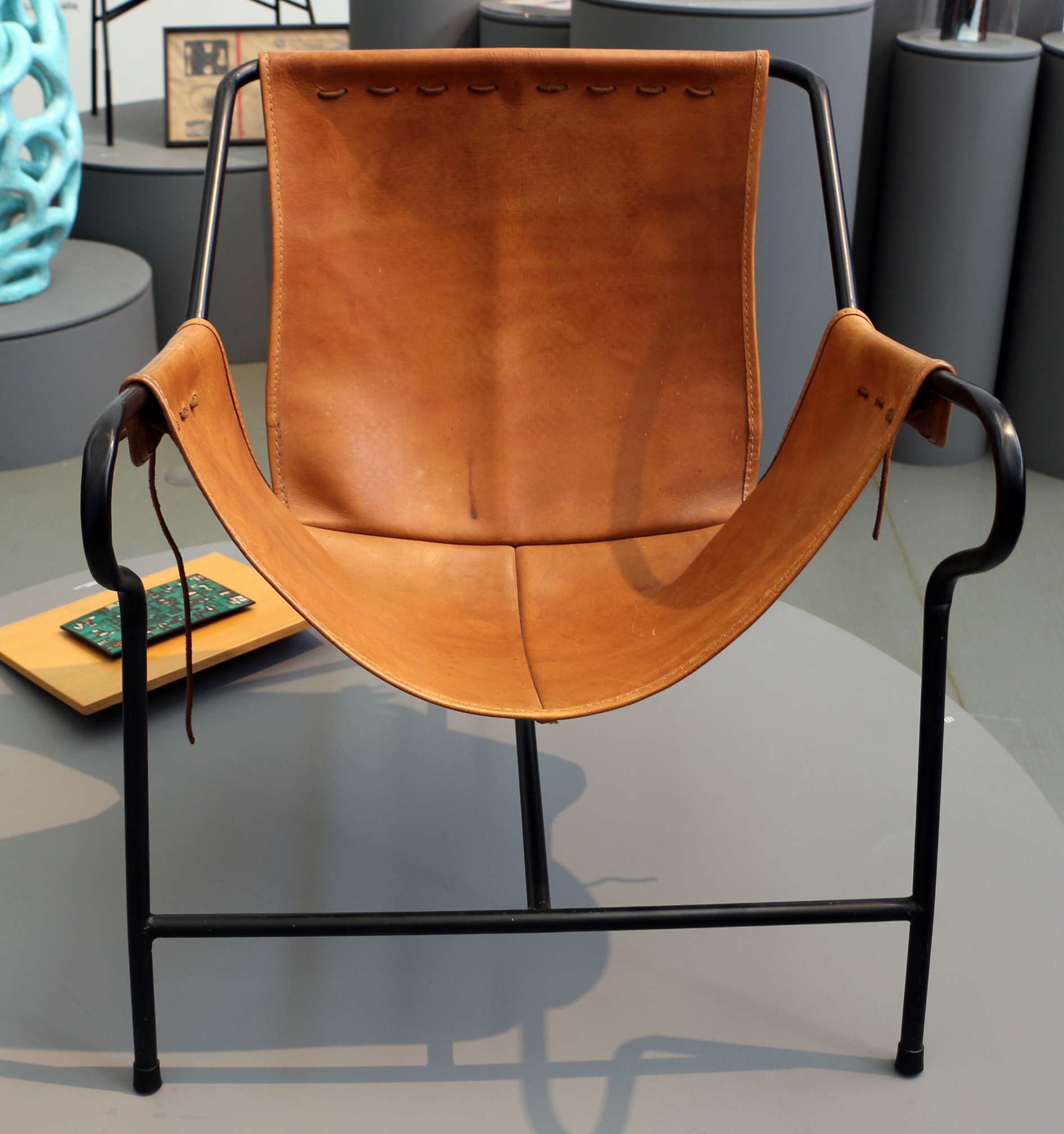
Sessel tripé von 1948

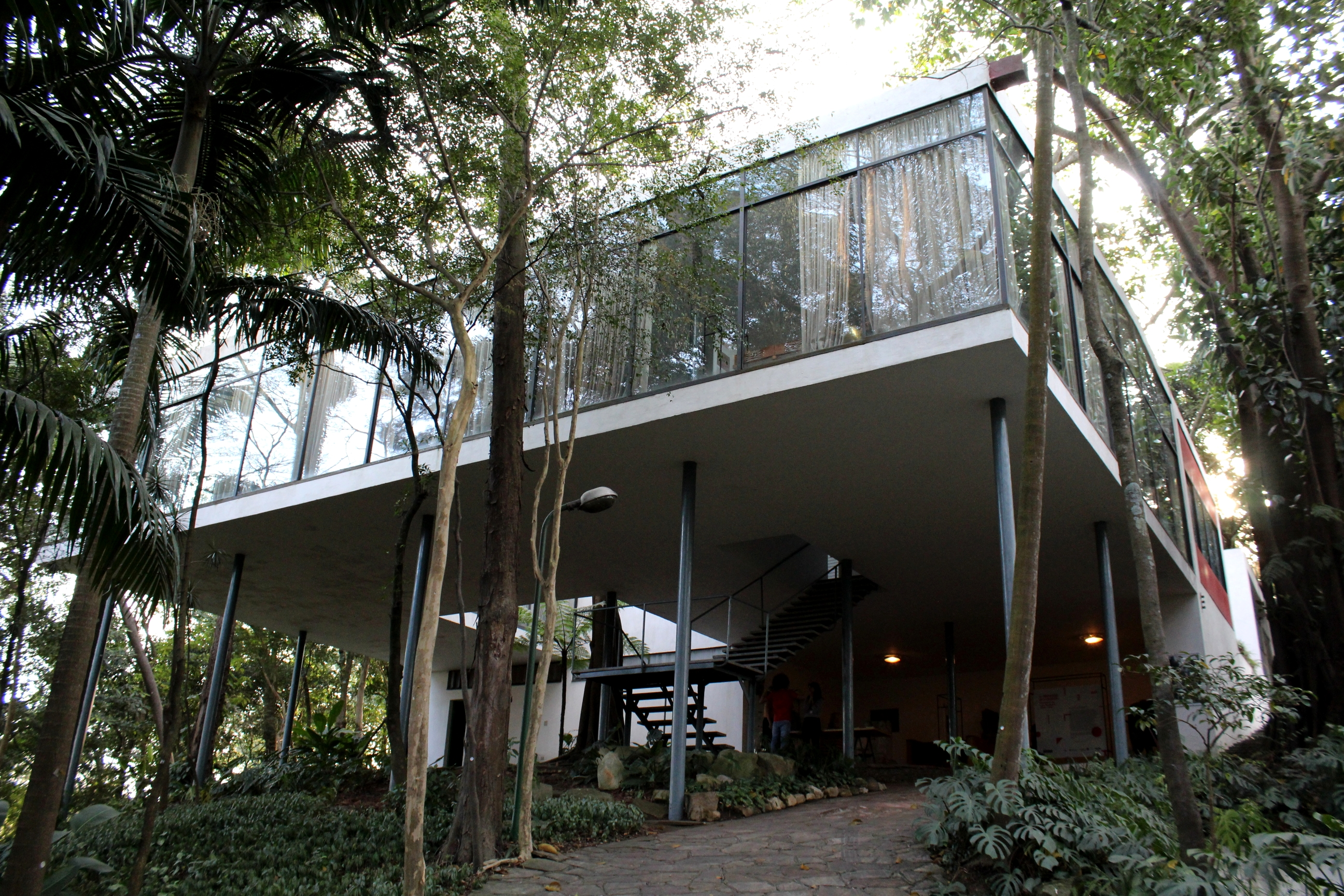
Casa de Vidro gebaut 1950–52

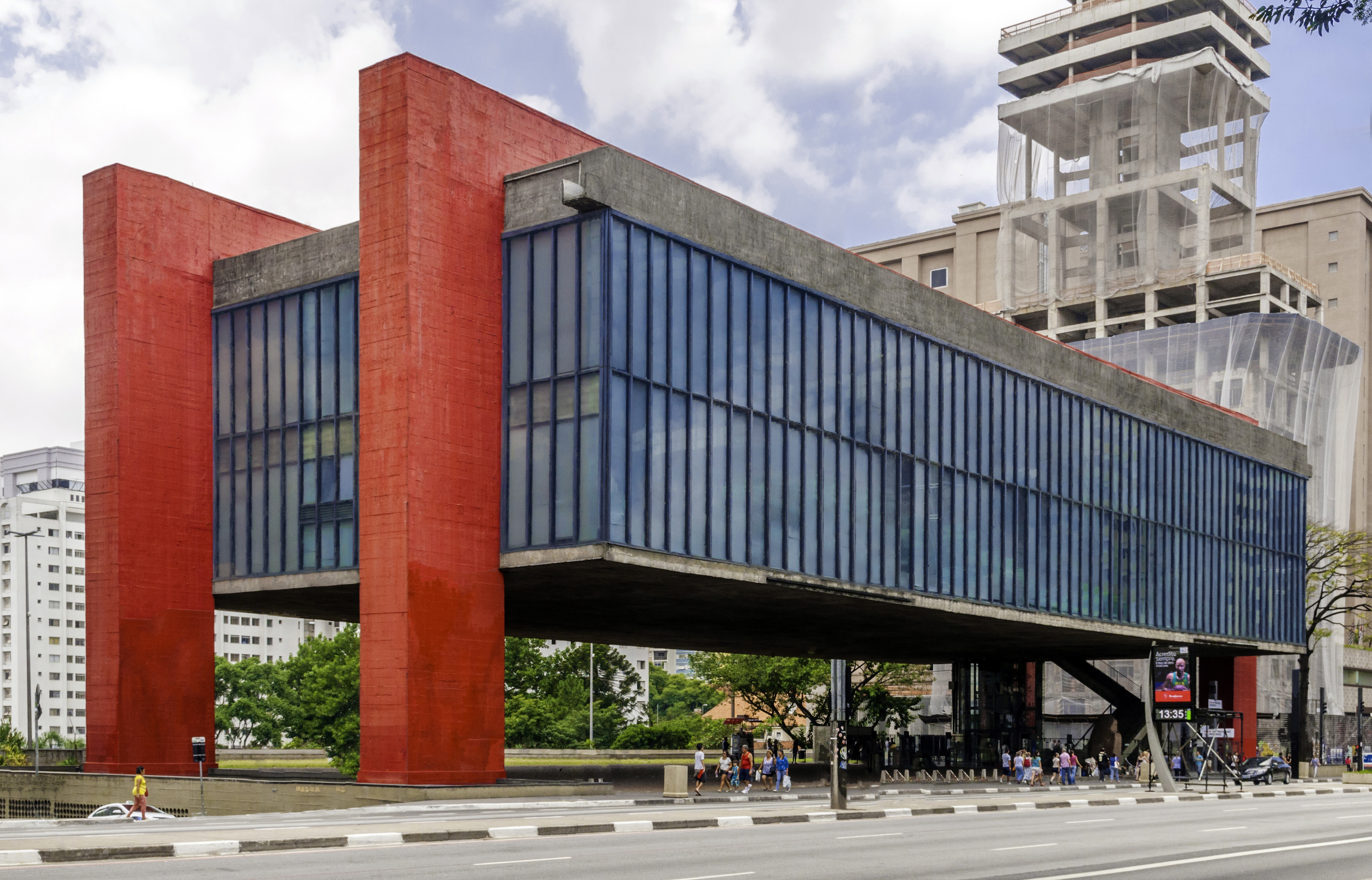
Das Kunstmuseum (MASP) von São Paulo

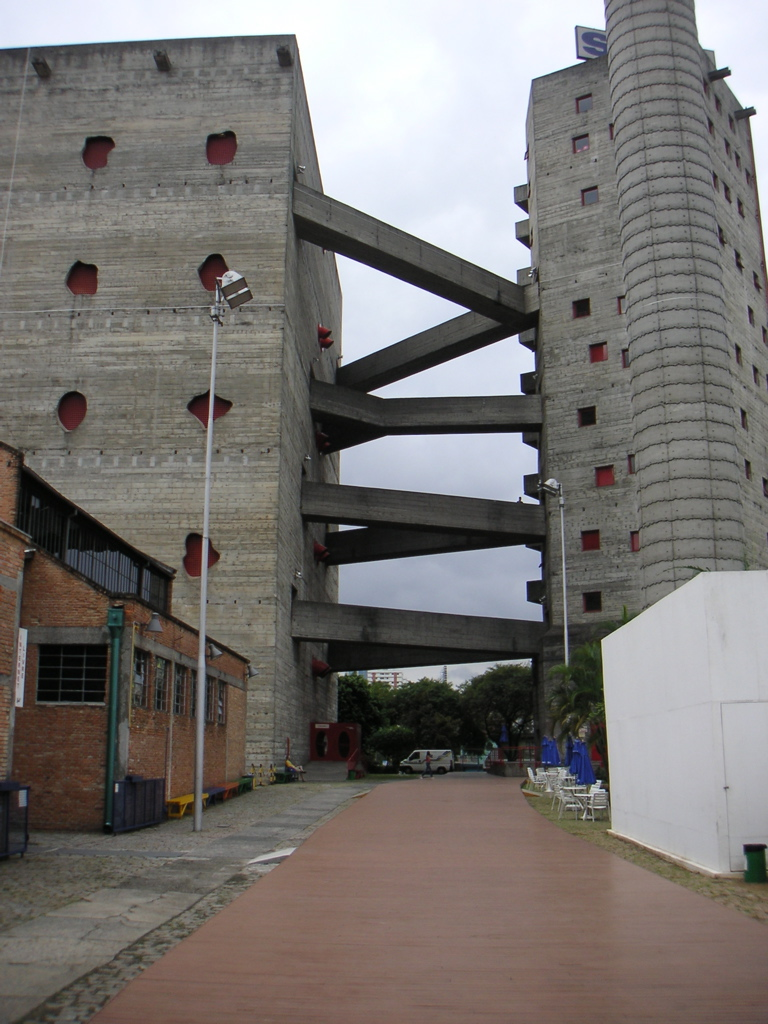
Teil der Fábrica Pompeia, (SESC Pompeia), São Paulo

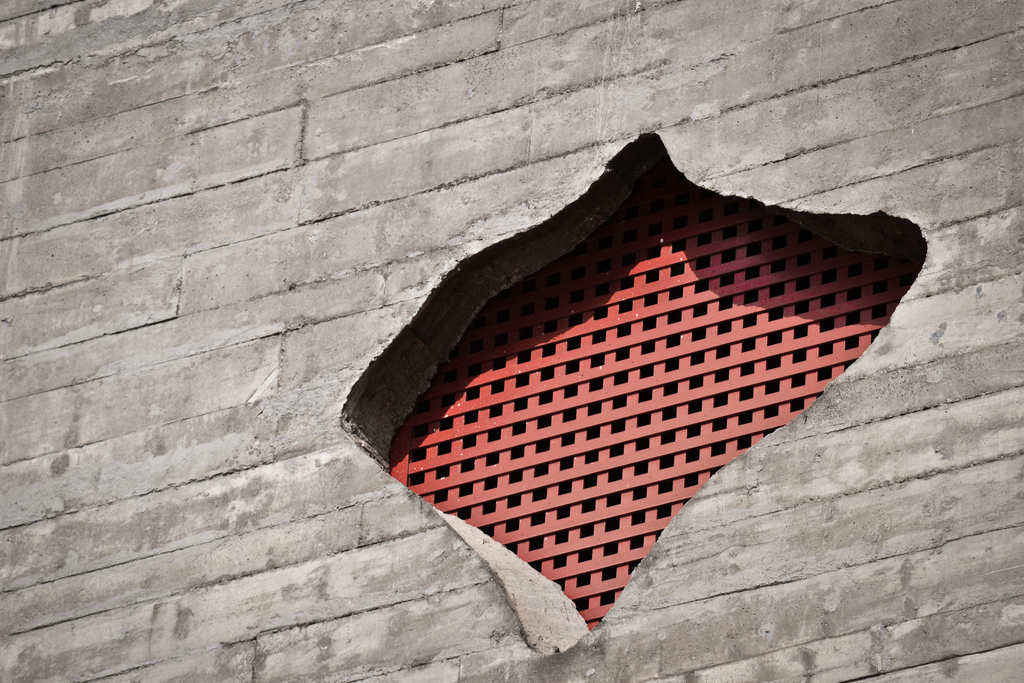
Detailansicht Fábrica Pompeia

Achillina Bo studierte ab 1934 Architektur in Rom. Nach dem Examen 1939 zog sie nach Mailand, wo sie mit Carlo Pagani ein Architekturbüro gründete, dann bei Gio Ponti arbeitete und 1944 stellvertretende Schriftleiterin der Zeitschrift Domus wurde. 1946 heiratete sie den Galeristen, Kunstkritiker und Journalisten Pietro Maria Bardi. Noch im selben Jahr wanderte das Paar nach Brasilien aus. In Rio de Janeiro und in São Paulo begegneten sie Lúcio Costa, Oscar Niemeyer und Roberto Burle Marx. Lina Bò Bardi und ihr Mann waren mit Ausstellungen europäischer Kunst erfolgreich, so dass sie sich ein großes Grundstück im Stadtteil Morumbi von São Paulo kaufen und 1950–1952 ein Haus bauen konnten. Diese von Lina Bo Bardi entworfene Casa de Vidro (Gläsernes Haus) erregte Aufsehen und Bewunderung; zahlreiche Aufträge für öffentliche und private Bauten folgen, darunter – um nur einige Werke in São Paulo zu nennen – das Museu de Arte de São Paulo (1957), bekannt als „schwebendes Museum“, die Kirche Espirito Santo do Cerrado (1977–1982) oder das Kultur- und Sportzentrum Fábrica da Pompéia (1977–1986). Ein Entwurf (1990–1992) für das neue Rathaus von São Paulo, der Prefeitura Municipal, blieb unvollendet. Der zweite Hauptort ihres Wirkens war Salvador da Bahia, wo Lina Bo Bardi u. a. das Museum für moderne und volkstümliche Kunst (1959–1963) und die Villa Chame-Chame (1964) baute.
Lina Bò Bardi war auch als Designerin tätig. Für einige ihrer Bauten, z. B. die Fábrica da Pompeia, entwarf sie Teile der Inneneinrichtung. Von ihr stammen u. a. ein bekannter zusammenklappbarer Holzstuhl, der „Frei Egidio“-Stuhl, benannt nach einem franziskanischen Vorbild des 15. Jahrhunderts.
Postum ist Lina Bò Bardi bei der 17. Architekturbiennale Venedig 2021 für ihr Lebenswerk mit einem Goldenen Löwen ausgezeichnet worden.
Sie bekannte sich zeitlebens zum Kommunismus.

## Ausstellungen
- 2014/2015: Lina Bo Bardi 100. Brasiliens alternativer Weg in die Moderne. Pinakothek der Moderne, München[9]
- 2019: Lina Bo Bardi Drawing. Fundació Joan Miró, Barcelona[10]
- 2024: Lina Bo Bardi – Die Poesie des Betons. Tchoban Foundation. Museum für Architekturzeichnung, Berlin[11]